# دیلو لومباردی
دیلو لومباردی (ایتالیایی: Dillo Lombardi؛ ‏ ۱۰ ژانویهٔ ۱۸۵۸ – ۱۵ ژوئیهٔ ۱۹۳۵) بازیگر اهل پادشاهی ایتالیا بود.
از فیلم‌هایی که وی در آن نقش داشته‌است، می‌توان به گم‌گشته در تاریکی اشاره کرد.